# Allan Bernard Wolter
Allan Bernard Wolter OFM (* 24. November 1913 in Peoria (Illinois); † 15. November 2006 in Springfield (Illinois)) war ein US-amerikanischer Ordensgeistlicher und Philosoph.

## Leben
Er war Mitglied der St. Louis-Chicago Franciscan Province of the Sacred Heart, Philosoph und Johannes-Duns-Scotus-Gelehrter. Er lehrte mehr als zwei Jahrzehnte lang als Professor für Philosophie an der Catholic University of America.

## Schriften (Auswahl)
- The transcendentals and their function in the metaphysics of Duns Scotus. St. Bonaventure 1946, OCLC 255760998.
- Duns Scotus: Philosophical writings. A selection. London 1962, OCLC 558596487.
- Duns Scotus on the will and morality. Washington, D. C. 1986, ISBN 0-8132-0622-7.
- mit Blane O’Neill: John Duns Scotus – Mary’s architect. Quincy 1993, ISBN 0-8199-0960-2.